# Valério Valente
Aurélio Valério Valente (em latim: Aurelius Valerius Valens; m. 317) foi um oficial romano dos séculos III e IV, ativo durante o reinado conjunto dos imperadores Constantino I (r. 306–337) e Licínio (r. 308–324). Inicialmente um duque do limite na Dácia, em 316, com a deterioração da relação entre os imperadores, Licínio nomeou Valente como coimperador (seja como Augusto ou César). Porém, seu correinado foi breve, pois no início de 317 Licínio foi derrotado na Batalha do Campo Ardiense e foi obrigado, pela trégua que acordou com Constantino em 1 de março, a depor e executar Valente.

## História
As origens e parentesco de Valente são incertos. Exerceu a função de duque do limite (fronteira) da Dácia. No rescaldo da Batalha de Cíbalas de 8 de outubro de 316,[a] travada entre os Augustos Constantino (r. 306–337) e Licínio (r. 308–324), o último foi repelido à Trácia, onde reuniu outro exército sob comando de Valente em Adrianópolis (atual Edirne). Em dezembro, foi feito imperador para assegurar sua lealdade ou insultar o prestígio de Constantino. Apesar das fontes literárias referirem-se a Valente como imperador júnior (César), a evidência numismática indica sua posição como Augusto.
Confiante por sua vitória em Cíbalas e irado pela nomeação de Valente, Constantino continuou sua marcha contra Licínio e alcançou Filipópolis, na Trácia, de onde enviou emissários a seu rival exigindo a remoção de Valente com condição da paz; Licínio, contudo, se recusou e a guerra recomeçou. Em janeiro de 317, os exércitos se encontraram na inconclusiva Batalha do Campo Ardiense (entre Filipópolis e Adrianópolis) e os imperadores decidiram firmar a trégua em 1 de março, em Sérdica (atual Sófia); Licínio foi confirmado como Augusto, Constantino recebeu as províncias europeias orientais exceto a Trácia, Valente foi deposto e morto e dois filhos de Constantino, Crispo (r. 317–326) e Constantino II (r. 317–340), o filho de Licínio, Licínio II (r. 317–324), foram nomeados Césares. David Stone Potter sugeriu que Constantino exigiu a execução de Valente, enquanto Charles Matson Odahl sugeriu que ele apenas exigiu que Valente fosse deposto e se tornasse um cidadão privado, mas Licínio decidiu executá-lo como demonstração de lealdade.